# Riga
Riga (latvijsko Rīga, izgovorjava [ˈriːɡa]; livonsko Rīgõ) je glavno mesto Latvije v katerem živi 633.000 prebivalcev (stanje 2019), kar je tretjina prebivalstva, v urbanem (metropolitanskem) območju, kamor sodi tudi letoviško mesto Jūrmala, pa več kot milijon, to je več kot polovica prebivalcev države. Riga je bistveno večja od vseh drugih mest v Latviji in obenem največje mesto v vseh treh baltskih državah. Leži ob Riškem zalivu ob ustju reke Daugave, kjer se ta izliva v Baltsko morje. Ozemlje Rige obsega 307 km2 in leži na ravni in peščeni planoti, ki je 1 do 10 m nad mojem.
Riga je bila ustanovljena leta 1201 in je nekdanja članica Hanzeatske lige. Zgodovinsko središče Rige je na seznamu Unescove svetovne dediščine, ki je znano po svoji arhitekturi Art nouveau / Jugendstil in leseni arhitekturi 19. stoletja. Riga je bila leta 2014 evropska prestolnica kulture, skupaj z Umeo na Švedskem. Gostila je vrh zveze Nato 2006, tekmovanje za pesem Evrovizije 2003, svetovno prvenstvo v hokeju na ledu za moške IIHF leta 2006 in svetovno prvenstvo v ženskem curlingu leta 2013. V mestu je urad evropskih regulatorjev za elektronske komunikacije (BEREC).
Leta 2016 je Rigo obiskalo več kot 1,4 milijona turistov. Mesto ima mednarodno letališče Riga, največje in najbolj obremenjeno letališče v baltskih državah. Riga je članica Eurocities, Zveze baltskih mest (UBC)   in Zveze prestolnic Evropske unije (UCEU) .

## Etimologija
Ena teorija o izvoru imena Riga je, da gre za pokvarjeno izposojenko iz livonščine ringa, ki se nanaša na starodavno naravno pristanišče, ki ga tvori pritočna zanka z reko Daugava . Druga teorija je, da je Riga dolžna imenovanje po že uveljavljeni vlogi v trgovini med Vzhodom in Zahodom, kot izposojenka latvijske rija,  skedenj za mlatenje, j pa je zlasti v nemščini postal g. Rigo angleški geograf Richard Hakluyt (1589) imenuje Rie , nemški zgodovinar Dionysius Fabricius (1610) pa potrjuje izvor Rige iz rije . Še ena teorija bi lahko bila, da je Riga dobila ime po Riegeju, nemškem imenu reke Rīdzene, pritoka Daugave .
Možna teorija je, da je ime Riga uvedel škof Albert, pobudnik kristjanizacije in osvajanja livonskih in baltskih prebivalcev. Prav tako je predstavil razlago imena mesta, ki izhaja iz latinske rigata ('namakana'), ki simbolizira »namakanje suhih poganskih duš s strani krščanstva« .

## Zgodovina
Terra Mariana (kondominij nadškofije Riga in Livonskega reda) 1201–1561
 Svobodno cesarsko mesto 1561–1582
 Republika obeh narodov 1582–1629
 Švedsko cesarstvo 1629–1721
 Ruski imperij 1721–1917
 Nemško cesarstvo 1917–1918
 Republika Latvija 1918–1940
 Sovjetska zveza 1940–1941
 Tretji rajh 1941–1944
 Sovjetska zveza 1944–1990
 Republika Latvija 1990–danes

Mesto Riga je bilo ustanovljeno v okviru Hanse leta 1201 in je bilo pod oblastjo mnogih držav. Prvi nasprotnik mestne državice je bil Latvijski viteški red, ki je bil veja tevtonskih vitezov. Pod pretvezo pokristijanjevanja so se vitezi stoletja borili za nadoblast in čeprav so jih prebivalci Rige nekajkrat tudi premagali, so napadi prenehali samo po livonski vojni (1558-1582), ko je red prenehal obstajati. Takrat so opustošeno deželo zasedli Poljaki, a že leta 1621 so zavzeli Rigo Švedi. Med Veliko severno vojno (1700-1721) so se potegovali za Rigo Poljaki, Sasi in Rusi, dokler je ni leta 1710 zasedel ruski car Peter Veliki. Rusi so ostali na oblasti več kot dve stoletji, a pravi gospodarji Rige so bili Nemci, ki so popolnoma prevzeli mestno gospodarstvo. Med svetovnima vojnama so bile Baltske države v ospredju dogodkov. Leta 1917 so zasedli Latvijo Nemci, naslednje leto je država proglasila samostojnost, a že čez dva meseca jo je zasedla Rusija. Proti njej so nastopili spet Nemci, a tudi njih so premagali domačini s pomočjo estonske vojske (julija 1919). Naslednjega leta je Latvija podpisala mirovno pogodbo z Rusijo, ki je sporazum prekršila takoj ob izbruhu druge svetovne vojne leta 1940. Čeprav so že naslednje leto nemške čete vkorakale v Rigo, so jo Sovjeti spet pridobili ob koncu vojne. Latvijci so spet proglasili neodvisnost leta 1990, ko so izrecno obnovili državnost iz leta 1918 in razglasili vmesno obdobje za okupacijo. Riga je bila izbrana za glavno mesto države.

### Ustanovitev
Reka Zahodna Dvina (Daugava) je bila trgovska pot že od antike, del plovne poti Vikingov Dvina-Dneper do Bizanca. Zaščiteno naravno pristanišče 15 km od ustja Daugave - lokacija današnje Rige - je bilo zapisano kot Duna Urbs že v 2. stoletju. Naselili so ga Livonci, starodavno pleme Fincev.
Riga se je v srednjem veku začela razvijati kot središče trgovine z Vikingi. Prebivalci so se ukvarjali predvsem z ribolovom, živinorejo in trgovino, kasneje pa so razvijali obrti (kost, les, jantar in železo).
Henrikova Livonska kronika (latinsko Heinrici Cronicon Lyvoniae) priča o tem, da je bila Riga do 12. stoletja trgovsko središče, ki jo navaja kot portus antiquus (starodavno pristanišče), in opisuje stanovanja in skladišča, ki se uporabljajo za shranjevanje večinoma lanu in kož. Rigo so začeli obiskovati tudi nemški trgovci in leta 1158 ustanovili bližnjo podružnico.
Skupaj z nemškimi trgovci je prišel menih Meinhard iz Segeberga, ki je livonske pogane spreobračal v krščanstvo. Katoliško in pravoslavno krščanstvo je v Latvijo prišlo že več kot stoletje prej in mnogi Latvijci so bili krščeni. Meinhard se je naselil med Livonci in zgradil grad in cerkev v Uexküllu (danes znanem kot Ikšķile), gorvodno od Rige in tam ustanovil svojo škofijo. Livonci so še naprej prakticirali poganstvo. Meinhard je leta 1196 umrl v Uexküllu, potem ko ni uspel v svoji misiji . Leta 1198 je s kontingentom križarjev prišel škof Berthold  in začel kampanjo prisilne kristjanizacije. Berthold je kmalu zatem umrl in njegove sile so bile poražene.
Cerkev se je mobilizirala, da bi se maščevala izdaji bule papeža Inocenca III. Razglasil je križarski pohod proti Livoncem. Škofa Alberta je leta 1199 razglasil za livonskega škofa njegov stric Hartwig iz Uthleda, knezo-nadškof v Bremenu in Hamburgu. Albert je pristal v Rigi leta 1200 s 23 ladjami in 500 vestfalskimi križarji. Leta 1201 je prenesel sedež livonske škofije iz Uexkülla v Rigo in za to izsiljeval soglasje starešin v Rigi.

### Pod škofom Albertom
Leto 1201 je zaznamoval tudi prvi prihod nemških trgovcev v Novgorod preko Dvine . Za obrambo ozemlja  in trgovine je Albert leta 1202 ustanovil red Livonskih bratov meča, ki je bil odprt za plemiče in trgovce.
Nadaljevalo se je pokristjanjevanje. Leta 1207 je Albert začel utrjevati mesto. Cesar Filip Švabski je Albertu Livonijo dodelil kot fevd in kneževino Svetega rimskega cesarstva. Za spodbujanje stalne vojaške navzočnosti je bilo teritorialno lastništvo razdeljeno med Cerkev in red, pri čemer je Cerkev prevzela Rigo in dve tretjini vseh dežel, red pa tretjino . Do takrat so križarji služili eno leto, nato so se vrnili domov.
Albert je zagotovil trgovsko prihodnost Rigi s pridobitvijo papeških bul, ki so določale, da morajo vsi nemški trgovci nadaljevati svojo baltsko trgovino prek Rige. Leta 1211 je Riga kovala svoj prvi kovanec in Albert je postavil temelj za Riško stolnico . Riga še ni bila varna, saj jo je ogrožala zveza plemen. Leta 1212 je Albert vodil pohod, da bi prisilil Polotsk, da bi nemškim trgovcem dovolili brezplačen prehod preko reke. Polotsk je odstopil Kukenoisu (Koknese), Jersiko Albertu, s čimer so Livonci tudi končali plačevanje davka Polocku.
Riško trgovsko državljanstvo se je obrestovalo in si od Cerkve prizadevalo za večjo avtonomijo. Leta 1221 so v Rigi pridobili pravico do samostojne samouprave in sprejeli mestno ustavo.
Istega leta je bil Albert prisiljen priznati dansko oblast nad deželami, ki so jih osvojili v Estoniji in Livoniji . Danci so pristali v Livoniji, zgradili trdnjavo v Revalu (Talin) in se lotili osvajanja estonskih in livonskih dežel. Nemci so poskusili atentat na Valdemarja, vendar je Valdemar leta 1222 vrnil vse livonske dežele in posesti pod nadzor Alberta.
Nadaljevale so se Albertove težave z državljani v Rigi; s papeškim posredovanjem je bila leta 1225 dosežena poravnava, po kateri jim ni bilo treba plačati davka riškemu škofu, riški državljani pa so pridobili pravico voliti svoje magistrate in mestne svetnike. Leta 1226 je Albert posvetil stolnico, zgradil cerkev svetega Jakoba, (zdaj stolnico) in ustanovil župnijsko šolo pri cerkvi svetega Jurija.
Leta 1227 je Albert osvojil Oesel , mesto Riga pa je sklenilo pogodbo s kneževino Smolensk, ki je Rigo prepustila Polotoku.
Albert je umrl januarja 1229. Ni si prizadeval, da bi bil maziljen kot nadškof, vendar bo nemška hegemonija, ki jo je vzpostavil nad Baltikom, trajala sedem stoletij.

### Hansa
Leta 1282 je Riga postala članica Hanzeatske lige. Hansa je pomagala Rigi zagotoviti gospodarsko in politično stabilnost, s čimer je mestu zagotovila močne temelje, ki so zdržali politične spremembe, ki bodo prihajale vse do sodobnega časa.

### Sveto rimsko cesarstvo, Republika obeh narodov, Švedsko cesarstvo in Ruski imperij
Z zmanjševanjem vpliva Hanse je Riga postala predmet tujih vojaških, političnih, verskih in gospodarskih stremljenj. Riga je sprejela reformacijo leta 1522, s čimer se je končala oblast nadškofov. Leta 1524 so ikonoklasti ciljali na kip Device Marije v stolnici, da bi pokazali nestrinjanje z verskimi ikonami. Obtožena je bila čarovništva in obsojena na utopitev v reki Daugavi. Ker je kip plaval, so ga v Kubsbergu označili za čarovnega in ga zažgali . Z razpadom Livonskega reda med Livonsko vojno je imela Riga dvajset let status svobodnega cesarskega mesta Svetega rimskega cesarstva, še preden je pod vplivom poljsko-litovskega zveze leta 1581 z Drohiczynsko pogodbo končala vojna za Rigo. Leta 1621, med poljsko-švedsko vojno (1621–1625), je bila Riga in obdajajoči trdnjava Daugavgriva pod oblastjo švedskega kralja Gustava Adolfa, ki se v tridesetletno vojno ni vmešal le zaradi politične in gospodarske koristi, pa tudi v prid nemškega luteranskega protestantizma. Med rusko-švedsko vojno (1656–1658) je Riga zdržala obleganje ruskih sil.
Riga je do leta 1710 ostala eno največjih mest pod švedsko krono , obdobje, v katerem je mesto ohranilo veliko avtonomne samouprave. Leta 1701 se je v bližini zgodila otvoritvena faza velike severne vojne, bitka za Rigo (znana tudi kot prečkanje Düne) in se končala s švedsko zmago. Vendar so leta 1710 Rusi pod carjem Petrom Velikim oblegali Rigo, ki jo je opustošila kuga. Riga je skupaj z drugimi livonskimi mesti in plemiči kapitulirala pred Rusijo, vendar je v veliki meri ohranila svoje privilegije. Riga je postala glavno mesto guvernorata Riga (pozneje: Livonija). Prevlada severne Švedske se je končala in nastanek Rusije kot najmočnejše severne sile je bil formaliziran z Nystadsko pogodbo leta 1721. Riga je bila na začetku 20. stoletja največje izvozno pristanišče lesa v Ruskem cesarstvu. Do leta 1900 je bila Riga za Moskvo, Sankt Peterburgom, Varšavo in Odeso peto največje mesto v Ruskem cesarstvu.
V teh stoletjih mnogih vojn in spremembah oblasti na Baltiku in kljub demografskim spremembam so baltski Nemci v Rigi ohranili prevladujoč položaj. Do leta 1867 je bilo v Rigi 42,9 % Nemcev. Riga je uporabljala nemščino kot svoj uradni upravni jezik do postavitve ruščine leta 1891 kot uradnega jezika v baltskih provincah, kot del politike rusifikacije ne-rusko govorečih ozemelj Ruskega cesarstva, vključno s Poljskim kongresom, Finsko in Baltskimi deželami, ki jih je izvajal car Aleksander III. Ruski. Sredi 19. stoletja se je v mesto začelo seliti vse več Latvijcev. Z vzponom latvijske buržoazije je bila Riga središče latvijskega nacionalnega prebujenja z ustanovitvijo Riškega latvijskega združenja leta 1868 in z organizacijo prvega festivala narodnih pesmi leta 1873. Nacionalističnemu gibanju neo-Latvijcev je sledilo socialistično Nova struja med hitro industrializacijo mesta, ki je vrhunec doživela med revoluciju 1905, ki jo je vodila latvijska socialdemokratska delavska stranka.

### Prva svetovna vojna
20. stoletje je v Rigi prineslo prvo svetovno vojno in vpliv ruske revolucije 1917. Zaradi bitke pri Jugli je nemška vojska 3. septembra 1917 vkorakala v Rigo. 3. marca 1918 je bila podpisana pogodba Brest-Litovsk, ki baltske države daje Nemčiji. Zaradi premirja z Nemčijo z 11. novembra 1918 se je morala Nemčija odpovedati tej pogodbi, prav tako tudi Rusija, zaradi česar so Latvija in druge baltske države lahko zahtevale neodvisnost. Latvija, ki ji je bila Riga kot glavno mesto, je tako razglasila neodvisnost 18. novembra 1918. Med obema vojnama (1918–1940) sta se Riga in Latvija usmerili od Rusije v države zahodne Evrope. Združeno kraljestvo in Nemčija sta Rusijo zamenjali kot največja trgovinska partnerja Latvije. Večina baltskih Nemcev se je preselila konec leta 1939, pred zasedbo Estonije in Latvije s strani Sovjetske zveze junija 1940.

### Druga svetovna vojna
Med drugo svetovno vojno je Latvijo junija 1940 zasedla Sovjetska zveza, nato pa je v letih 1941–1944 okupirala nacistična Nemčija. 17. junija 1940 so sovjetske sile napadle Latvijo in zasedle mostove, pošto / telefon, telegraf in radiodifuzijske pisarne. Tri dni kasneje je bil latvijski predsednik Karlis Ulmanis prisiljen odobriti prosovjetsko vlado, ki je nastopila položaj. 14. in 15. julija so bile v Latviji in drugih baltskih državah organizirane volitve. Glasovnice so imele naslednja navodila: »Na volilni listi mora biti shranjen le seznam bloka latvijskega delovnega ljudstva. Glasovnica mora biti deponirana brez spremembe«. Domnevni indeks volilne udeležbe je znašal 97,6 %. Najpomembneje je, da so bili celotni rezultati volitev objavljeni v Moskvi 12 ur pred zaključkom volitev. Pozneje so sovjetski volilni dokumenti dokazali, da so bili rezultati popolnoma izmišljeni. Sovjetske oblasti, ko so ponovno prevzele nadzor nad Rigo in Latvijo, so uvedle teror in odprle so sedež KGB, začele so se množične deportacije. Na stotine moških so aretirali, vključno z voditelji nekdanje latvijske vlade. Najbolj zloglasna deportacija je bila junijska deportacija 13. in 14. junija 1941, po ocenah 15.600 moških, žensk in otrok, vključno z 20 % zadnje pravne države v Latviji. Podobne deportacije so se ponovile po koncu druge svetovne vojne. Stavba KGB-ja, ki na št. 61 Brīvības iela, znana kot 'vogalna hiša', je danes muzej. Stalinove deportacije so zajele tudi na tisoče latvijskih Judov. (Množična deportacija je čez Baltik znašala 131.500.) Med nacistično okupacijo je bila judovska skupnost prisiljena v Riški geto, v Kaiserwaldu pa je bilo zgrajeno nacistično koncentracijsko taborišče. 25. oktobra 1941 so nacisti preselili vse Jude iz Rige in okolice v geto. Večina latvijskih Judov (približno 24.000) je bila ubitih 30. novembra in 8. decembra 1941 v pokolu v Rumuli. Do konca vojne so preostale baltske Nemce izgnali v Nemčijo.
Sovjetska Rdeča armada je ponovno vstopila v Rigo 13. oktobra 1944. V naslednjih letih se je začel množični pritok delavcev, uradnikov, vojaškega osebja in njihovih vzdrževanih oseb iz Rusije in drugih sovjetskih republik. Zgrajeni so bili tako imenovani mikro rajoni, skupina velikih večnadstropnih stanovanjskih blokov, v katerih so bivali delavci priseljenci.
Do konca vojne je bilo zgodovinsko središče Rige – Vecrīga - močno poškodovano zaradi nenehnih bombnih napadov. Po vojni so bila vložena velika prizadevanja za obnovo in prenovo večine znamenitih stavb, ki so bile pred vojno del obrisa mesta. Takšne zgradbe so bile med drugim tudi cerkev svetega Petra, ki je izgubila svoj leseni stolp v požaru, ki ga je povzročil Wehrmacht (obnovljen leta 1954). Drug primer je Hiša Bratovščine črnoglavcev, ki je bila popolnoma uničena, njene ruševine pa so bile pozneje uničene. Kot faksimile je bila zgrajena leta 1995.
Leta 1989 se je odstotek Latvijcev v Rigi zmanjšal na 36,5 % .

### 21. stoletje
Leta 2004 so zaradi nizkocenovnih letalskih prevoznikov prišli do cenejših letov iz drugih evropskih mest, kot sta London in Berlin in posledično do večjega števila turistov .
Novembra 2013 se je zrušila streha supermarketa, verjetno zaradi teže materialov, uporabljenih pri gradnji vrta na strehi. Umrlo je najmanj 54 ljudi. Latvijski predsednik Andris Berzins je katastrofo označil za »obsežen umor številnih nemočnih ljudi« .
Riga je bila leta 2014 evropska prestolnica kulture . Med latvijskim predsedovanjem Svetu Evropske unije leta 2015 je v Rigi potekal četrti vrh vzhodnega partnerstva .

## Geografija
Staro mestno jedro Rige je ob spodnjem toku reke Daugava, severna predmestja pa so že ob Riškem zalivu. Zaledje na jugu in zahodu mesta je razmeroma redko poseljeno, obširna barja in močvirja so nekoč tu zagotavljala naravno zaščito. Pokrajina okoli Rige, ki jo je oblikovala zadnja ledena doba, ima veliko majhnih jezer in potokov, vzhodno in severno od starega mesta pa je bilo v poznem 19. stoletju še obširna puščava peščenih sipin.

### Administrativne enote
Rigo sestavlja šest upravnih enot: Centralno in okrožje Kurzeme, Severno okrožje ter predmestja Latgale, Vidzeme in Zemgale. Tri entitete so bile ustanovljene 1. septembra 1941, ostale tri pa oktobra 1969. Uradnih upravnih enot nižje stopnje ni, toda razvojna agencija mestnega sveta v Rigi pripravlja načrt, da bi Rigo uradno sestavljalo 58 sosesk. Trenutna imena so bila potrjena 28. decembra 1990.

### Podnebje
Podnebje je vlažno celinsko (Köppen Dfb). Najhladnejša meseca sta januar in februar, ko je povprečna temperatura –5 ° C, temperature pa najnižje od –20 do –25 ° C v najhladnejših dneh. Bližina morja povzroča pogosta jesenska deževja in meglo. Snežna odeja lahko traja osemdeset dni. Poletja v Rigi so blaga in deževna s povprečno temperaturo 18 ° C, medtem ko temperatura v najbolj vročih dneh lahko preseže 30 ° C.

## Demografija
Po podatkih centralne statistične uprave Latvije je bilo leta 2019 v Rigi  632.614 prebivalcev in tako največje mesto v baltskih državah, čeprav se je njegovo število zmanjšalo z nekaj več kot 900.000 v letu 1991. Med pomembnimi vzroki sta odseljevanje in nizka rodnost. Po podatkih iz leta 2017 so etnični Latvijci predstavljali 44,03 % prebivalstva Rige, etnični Rusi pa 37,88 %, Belorusi 3,72 %, Ukrajinci 3,66 %, Poljaki 1,83 % in drugi narodnosti 8,10 %. Za primerjavo: 60,1 % celotnega prebivalstva Latvije je bilo etnično latvijsko, 26,2 % rusko, 3,3 % belorusko, 2,4 % ukrajinsko, 2,1 % poljsko, 1,2 % litovsko, preostali drugi pa.
Po ponovni vzpostavitvi neodvisnosti Latvije leta 1991 priseljenci iz sovjetske dobe (in vsi njihovi potomci, rojeni pred letom 1991) niso dobili samodejno latvijskega državljanstva, če so se v letih, ko je Latvija bila del Sovjetske zveze, preselili na ozemlje Latvije. Leta 2013 so državljani Latvije predstavljali 73,1 %, ne-državljani 21,9 %, državljani drugih držav pa 4,9 % prebivalstva Rige. Delež etničnih Latvijcev v Rigi se je povečal s 36,5 % leta 1989 na 42,4 % leta 2010. Nasprotno pa se je delež Rusov v istem obdobju zmanjšal s 47,3 % na 40,7 %. Latvijci so leta 2006 prehiteli Ruse kot največja etnična skupina. Nadaljnje napovedi kažejo, da bo rusko prebivalstvo kljub višji nataliteti še naprej upadalo.

## Gospodarstvo
Riga je eno ključnih gospodarskih in finančnih središč baltskih držav. Približno polovica vseh delovnih mest v Latviji je v Rigi, mesto pa ustvari več kot 50 % latvijskega BDP in približno polovico latvijskega izvoza. Največji izvozniki so v lesnih izdelkih, IT, proizvodnji hrane in pijač, farmaciji, prometu in metalurgiji. Riško pristanišče je eno največjih na Baltiku. V letu 2011 je pretovorilo rekordnih 34 milijonov ton tovora in ima potencial za prihodnjo rast z razvojem novih pristanišč na Krievu Sali. Tudi turizem je v Rigi velika panoga in je po upočasnitvi v času svetovne gospodarske recesije v poznih 2000-ih zrasel za 22% samo v letu 2011.
- Latvijska banka
- Riška borza v začetku 20. stoletja. Zdaj Umetniški muzej Riga

## Kultura

### Gledališča
- Latvijska narodna opera je bila ustanovljena leta 1918. Repertoar gledališča zajema vse operne mojstrovine. Opera slovi ne samo po svojih opernih stvaritvah, ampak tudi po baletni zasedbi.
- Latvijsko narodno gledališče je bilo ustanovljeno leta 1919. Ohranja tradicije latvijske dramske šole. Je eno največjih gledališč v Latviji.
- Riško gledališče Mihaela Čehova je najstarejše profesionalno dramsko gledališče v Latviji, ustanovljeno leta 1883. Repertoar gledališča vključuje klasične igre in eksperimentalne predstave ruskih in drugih tujih dramatikov.
- Gledališče Daile je bilo prvič odprto leta 1920. Je eno najuspešnejših gledališč v Latviji. To gledališče odlikujejo pogoste produkcije sodobnih tujih iger.
- Latvijsko državno lutkovno gledališče je bilo ustanovljeno leta 1944. To gledališče predstavlja predstave za otroke in odrasle.
- Leta 1992 je bilo odprto Novo riško gledališče.

## Arhitektura
Radijski in TV stolp v Rigi je najvišja zgradba v Latviji in baltskih državah ter ena najvišjih v Evropski uniji in dosega 368,5 m. Središče Rige ima tudi veliko imenitnih primerov arhitekture Art nouveauja, pa tudi srednjeveško staro mesto.

### Zgodovinsko središče Rige
Staro mesto (latvijsko Vecrīga) ali zgodovinsko središče Rige je zgodovinsko in geografsko središče Rige na desnem bregu reke Daugava in je ohranilo svoj trdnjavski značaj kljub rušenju utrdb in obzidja med letoma 1857 in 1863. Odprti prostori, nastali po rušenju riškega mestnega obzidja, so bili spremenjeni v mestni park z mestnim kanalom (Pilsētas kanāls), ki danes ločuje staro mesto od novega mesta.
Središče starega mestnega jedra je tržni trg (danes Rātslaukums), kjer sta Riška mestna hiša (Rīgas rātsnams) in Hiša Bratovščine črnoglavcev (Melngalvju nams). Slednjo so obnovili leta 1999, potem ko so jo uničili v vojni in so ruševine pozneje raznesli sovjeti. Originalna gotska stavba s fasado v slogu nizozemske renesanse izvira iz leta 1334 in leta 1477 in je bila uporabljena kot stičišče trgovskega združenja Črnoglavcev. Na trgu pred zgradbo je kip Rolanda.
Temeljni kamen stolnice (Rīgas Doms) je leta 1211 postavil škof Albert von Buxthoeven. Stranske ladje so dodali v 14. in 15. stoletju. Po večkratnem uničevanju je bila višina stolpa od leta 1776 90 metrov, višina lesenega stolpa, zgrajenega okoli leta 1590, pa 140 metrov. Orgle, zgrajene konec 19. stoletja, so ene največjih in najboljših orgel na svetu. Stolpi Petrove cerkve (Rīgas Svētā Pētera baznīca), prvič omenjeni leta 1209, so bili večkrat porušeni, nazadnje v drugi svetovni vojni. Stolnica svetega Jakoba (Rīgas Svētā Jēkaba katedrāle), prvič omenjena leta 1225, z 80-metrskim stolpom pa je katoliška stolnica v Rigi. Leta 1582 jo je kupil poljski kralj in jo izročil jezuitom.
Riški grad (Rīgas pils) je uradna rezidenca predsednika. Zgrajen je bil leta 1330 kot trdnjava Reda meča.
Latvijski parlament Saeima je bil od osamosvojitve leta 1867 v zgradbi, zgrajeni v slogu firenške palače. S Smodniškim stolpom (Pulvertornis) iz leta 1650 je še vedno ostanek nekdanjih mestnih utrdb. Med drugimi zgodovinskimi spomeniki so stavba Riške borze, Konvent sv. Duha(Konventa sēta) s poreklom iz 13. stoletja, kompleks stavb Trije bratje, zgrajen med 15. in 17. stoletjem, Švedska vrata (Zviedru vārti), stavba Mali (Mazā Ģilde) in veliki cehovski dom (Lielā Ģilde), Mentzendorffova hiša (Mencendorfa nams) iz leta 1695 ali Dannensternhaus (Dannenšterna nams), arhitekturni spomenik, zgrajena  leta 1696 v baročnem slogu.
Od leta 1935 je spomenik svobode (Brīvības piemineklis), ki ga je ustvaril Kārlis Zāle, postavljen med starim in novim mestom, z žensko alegorijo svobode na 19 metrov visokem obelisku in reliefi na straneh, ki predstavljajo zgodovinske dogodke.

### Art Nouveau
Riga ima velik nabor stavb v Art nouveau slogu. To je posledica dejstva, da je Riga konec 19. in v začetku 20. stoletja, ko je bil slog na vrhuncu svoje priljubljenosti, doživela finančni in demografski razmah brez primere. V obdobju od 1857 do 1914 je prebivalstvo naraslo z 282.000 (256.200 v sami Rigi in še 26.200 prebivalcev onstran mestnih meja) na 558.000, in bilo 4. največje mesto v Ruskem imperiju (za Sankt Peterburgom, Moskvo in Varšavo) in največje pristanišče. Srednji razred v Rigi je svoje pridobljeno bogastvo uporabil za gradnjo impozantnih stanovanjskih blokov zunaj nekdanjega mestnega obzidja. Lokalni arhitekti, večinoma diplomanti tehnične univerze v Rigi, so sprejeli aktualna evropska gibanja in zlasti Art nouveau. Med letoma 1910 in 1913 so v Rigi vsako leto postavili med 300 in 500 novih stavb, večina v slogu art nouveau in večina zunaj starega mesta.

## Pobratena mesta
Riga je pobratena z: 
- Aalborg, Danska
- Almaty, Kazahstan
- Amsterdam, Nizozemska
- Peking, Kitajska
- Bordeaux, Francija
- Bremen, Nemčija
- Cairns, Avstralija
- Dallas, ZDA
- Firence, Italija
- Kaunas, Lihvanija[46]
- Kijev, Ukrajina
- Kobe, Japonska
- Minsk, Belorusija
- Moskva, Rusija
- Norrköping, Švedska
- Nursultan, Kazakstan
- Rostock, Nemčija
- Sankt Peterburg, Rusija
- Santiago de Chile, Čile
- Stockholm, Švedska
- Suzhou, Kitajska
- Taipei, Tajvan
- Talin, Estonija
- Tartu, Estonija
- Taškent, Uzbekistan
- Tbilisi, Gruzija
- Vilna, Litva
- Varšava, Poljska
- Erevan, Armenija